# Atractivos turísticos de Tumbes
El departamento de Tumbes, Perú, posee hermosas playas, extensas planicies, pequeñas colinas y las escarpadas montañas conforman la variada geografía del departamento de Tumbes, donde también se encuentran diversos ecosistemas como los esteros y manglares, el bosque seco ecuatorial (Parque Nacional Cerros de Amotape) y el bosque tropical del Pacífico Reserva nacional de Tumbes. 

## Zonas protegidas
Más del 30% del territorio ha sido declarado Área Natural Protegida.
- Parque nacional Cerros de Amotape (91 300 ha) se ubica en el límite de los departamentos Tumbes y Piura y reúne una gran diversidad biológica. La fauna silvestre es muy variada, con especies como el cóndor andino, el tigrillo, el venado rojo, el sajino, el oso hormiguero norteño, el oso de anteojos, el venado gris y la ardilla de nuca blanca.[1]

- Santuario nacional Manglares de Tumbes (2 972 ha), compuesto de formaciones vegetales en forma de extensos bosques acuáticos que crean un singular ambiente entre el río y el mar, es hábitat de tijeretas, garzas y diversas aves.[2]

- Reserva nacional de Tumbes (19 266.72 ha), designada Reserva biosfera por UNESCO en 1977.[3] Alberga 270 especies de aves y 67 mamíferos.

Se ubica en la desembocadura del caudaloso río Tumbes, en la ecorregión del Mar Tropical del Pacífico, cerca de la frontera con Ecuador.
Está conformado por islotes y canales enlodados, llenos de agua dulce o salada, lo cual está directamente relacionado con las mareas.
En este santuario se protegen los manglares, ecosistema boscoso muy rico y productivo, adaptado a la salinidad del mar y a las altas temperaturas.
Estos increíbles bosques son hábitat de 105 especies de peces, 34 de crustáceos y 24 de moluscos, donde destacan las famosas conchas negras y los langostinos que viven en las enmarañadas raíces del manglar.

## Islas
- Isla del Amor, forma parte del ecosistema de los Manglares de Tumbes, en la bahía de puerto Pizarro, de 1 500 m de longitud y 250 m de ancho. Este escenario de alta calidad paisajística expone en su superficie vegetación típica del bosque seco y vegetación de mangle rojo. Por baja marea resalta una amplia franja playera de arena fina y en alta marea las aguas del mar cubren una parte de la Isla, forma parte del ecosistema de Manglares que se extiende geográficamente desde el golfo de guayaquil hasta punta mal pelo en el departamento de Tumbes.

- Isla Matapalo, a solo 200 m de la costa, tiene 6 km de largo y 2.6 km de ancho, es la isla más grande del conjunto con 6.08 km² solo habitada por cangrejos rojos, conchas negras, tinguas y la garza nocturna.

- Isla Roncal, a solo 200 m de la costa, tiene 2.1 km de largo y 0.7 km de ancho, con 0.56 km²

- Isla Correa, de 499 ha, ubicada entre el canal internacional de capones y el estero matapalo. Se puede acceder a esta isla desde punta capones o de puerto Pizarro. Desde 2001 es una zona intangible.

- Isla de los pájaros, ubica en la bahía de puerto pizarro, cubierta de vegetación y es la única que presenta una gran concentración de aves, migratorias entre ellas además de: Cormoranes, Pelícanos, Fragatas y Gaviotas.

## Playas

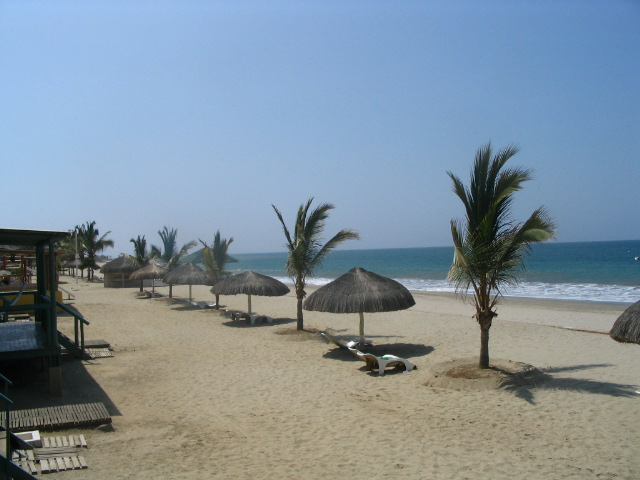
Punta Sal.

La proximidad a la Línea Ecuatorial hace de las playas de Tumbes, un lugar ideal para la práctica del surf, el buceo, la pesca, o simplemente para los veraneantes en busca de sol y calor. Punta Sal es considerada una de las mejores playas del Perú por su arena blanca y su rica vida marina; la caleta Zorritos es conocida por su mar tranquilo y la variedad de peces.
- Acapulco, ubicada al sur de la ciudad de Tumbes por la carretera Panamericana Norte. Es una caleta de pescadores con una hermosa y amplia playa, bastante rica en especies marinas como calamar, langostinos, etc. Además, en el mes de junio (día 29) se celebra la tradicional fiesta de San Pedro y San Pablo, realizándose la procesión en bote.
- Bocapán, con numerosos montículos de arena y una pequeña quebrada. En la parte norte arena y al sur afloramiento rocoso. Sus aguas son tranquilas y reciben temporales descargas de la quebrada de Bocapán (En épocas de lluvias). Es una playa ideal para los bañistas y la práctica de deportes náuticos, cuenta con infraestructura turística de hoteles que brindan el servicio de alimentos y bebidas no solo a sus clientes alojados sino al público en general.
- Bonanza, amplia y arenosa con algunas porciones bastantes rocosas, arena de grano fino; es una playa apropiada para la pesca y extracción de mariscos, caracoles, ostras y langostinos.
- Caleta Grau, a 6 km de Caleta La Cruz.
- El Bendito, desde la ciudad de Tumbes por la Panamericana Norte hasta el km 1290 y se toma un desvío por una trocha de 7 km al oeste. Playa de arena fina y vegetación muy densa, aguas tranquilas con temperatura de 22 °C. El espero es especial para caza submarina.
- La Cruz, ubicada a 16 m (15 min) al suroeste de la ciudad de Tumbes, con movilidad permanente. Tiene forma de media luna, sus aguas son tranquilas poco profunda de gran variedad ictiológica. Es una de las playas más visitada durante el verano por los Tumbesinos, especialmente el llamado kilómetro 19.
- Hermosa, se sigue hacia el sur por un desvío a la altura de caserío La Jota. Es una amplia playa de mar abierto y aguas tranquilas. Se extiende desde la desembocadura del río Tumbes hasta el extremo sur del estero Corrales; su arena es de grano fino mediano. Presenta olas pequeñas que rompen a 40 a 50 m mar adentro. Se recomienda visitar el lugar en movilidad contratada o propia ya que no hay transporte permanente.
- Los Pinos, rodeada por un pintoresco pueblito de pescadores. Es una playa apropiada para tomar baños de sol y la práctica de deportes acuáticos.
- Puerto Loco, ubicada entre Caleta Grau y Santa Rosa a 25 km de la ciudad de Tumbes[4]
- Punta Mero, a 10 min al norte de Cancas, 25 a 30 min al sur de Zorritos. Es una playa de arena fina con entradas de mar formando túneles naturales. Su riqueza ictiológica es aprovechada por los pobladores sobre todo por la gran producción de ostras, langostas y ostiones.[5]
- Punta Capone, playa virgen la primera playa del norte del Perú con agua tibia; en el lugar se puede divisar los puestos de controles policiales de zona de frontera de Perú y Ecuador conocidos como “Mata Gallinas” (Puesto de Ecuador) y “Mata Monos” (Puesto de Perú). En algunas épocas del año es impresionante observar la gran cantidad de cangrejos (pequeños) rojos los que ofrecen la bienvenida al lugar.
- Punta Sal,
- Zorritos, ubicada a 30 min de la ciudad de Tumbes, es una playa de arena blanca con oleaje continuo, ideal para surf.

## Esteros

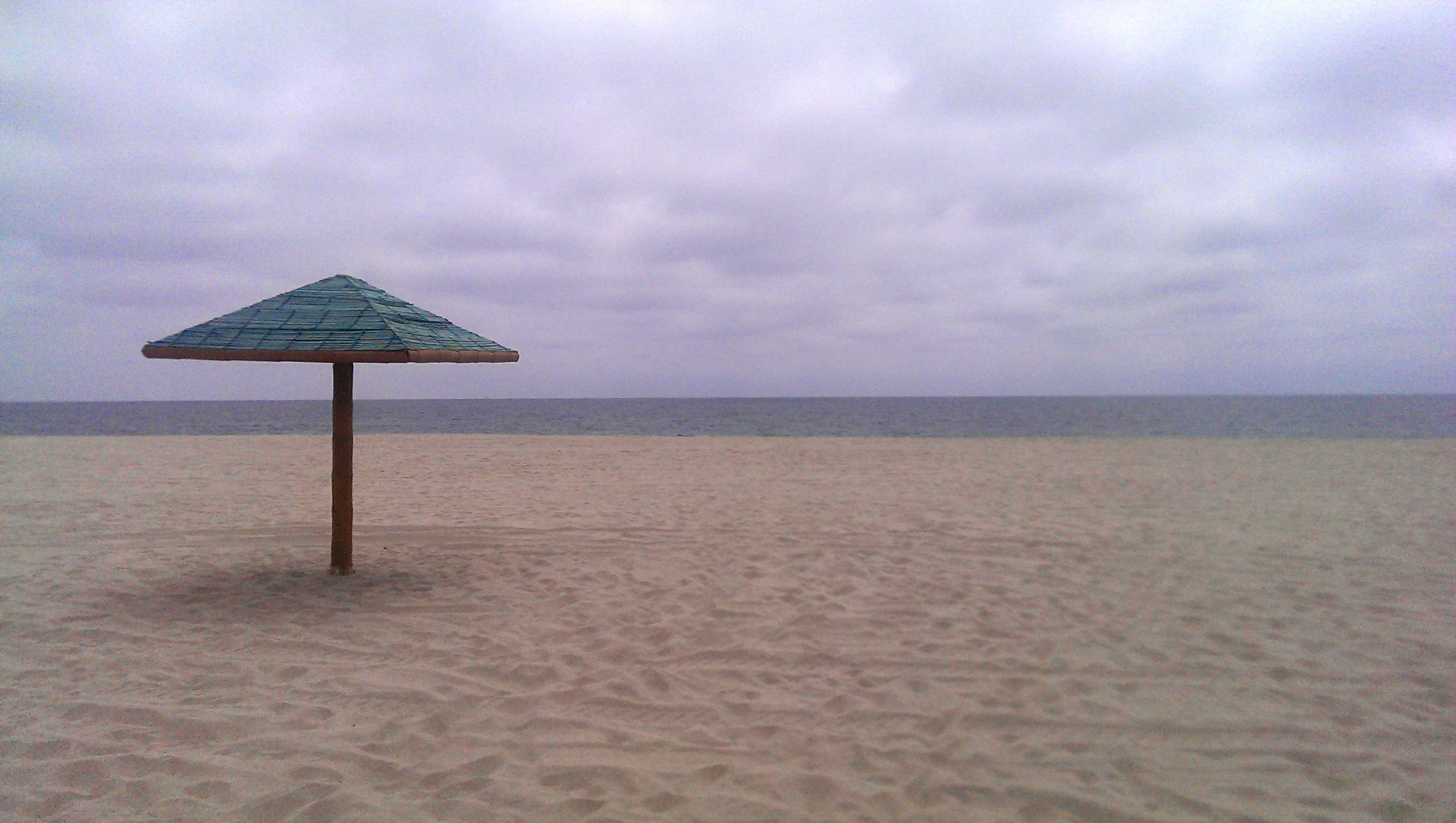
Amotape

Son cuerpos de agua que penetran el litoral entre los bosques de Mangle que están localizados en el extremo Nor Occidental del departamento de Tumbes en la zona comprendida desde el límite Internacional con el Ecuador hasta el extremo meridional del estero de Corrales ocupando esta estrecha faja de pantanos cuya vegetación que crece en la zona de los esteros se denomina MANGLARES; que son formaciones vegetales de extremos bosques acuáticos que componen un laberinto de islas y canales formando extractos muy densos y enmarañados con fuertes raíces, que son los que retienen las descarga materiales que acarrea el Río Tumbes para poder formar nuevas tierras en la zona de mar. Gracias a esta flora Se desarrolla una variada fauna, igualmente exótica como son las conchas negras, los choros, conchas huaqueras, cangrejos, etc. Constituye el límite meridional del Manglar Tumbesino, un paisaje de agricultura permanente, árboles maduros de Mangle rojo, cogollos de estero, aves específicas del manglar, bosque seco, relicto del hábitat del cocodrilo de Tumbes, especie en vías de extinción y del cangrejo "sin boca". de importancia para la historia Nacional por haber sido una posible zona de desembarco y el primer escenario de resistencia de la cultura andina a la penetración de la cultura Europea Española en 1532, hecho registrado por los cronistas del siglo XVI.
- Estero La Chepa, es un canal de marea, que posee bosques de manglares, recibe agua de mar en alta marea a través de la boca del río Tumbes. La belleza natural paisajística que posee la hace atractiva para el ecoturismo, pudiendo navegar y observar aves del manglar, así como las tradicionales actividades de pesca y recolección de recursos hidrobiológicos, además es el hábitat del cocodrilo de Tumbes, del cangrejo sin boca; que se encuentran en peligro de extinción y estado vulnerable; el perro conchero, la gaviota dominicana, pelicano y el Camanay, que urge protegerlos.[6]

## Aguas termales
- Tubo de agua, ubicada en pampa Chivatos a pocos kilómetros de Zorritos, es un géiser que brota del suelo en forma de surtidor. También denominado "Tubo de Agua Termal", "Tubo Petrolero Geiser" o "Geiser de Aguas Termales". En realidad se trata de una perforación petrolera realizada a principios del siglo XIX, no encontrando pretroleo sino una corriente de aguas termales con propiedades minerales por donde fluye agua desde la parte subterránea hasta la superficie de la tierra, esta agua es depositada en 2 pozas de 2 y 20 m² respectivamente.

Sus aguas a 25 °C contienen sales minerales como Magnesio, Óxido de Hierro, Sodio. Hoy el tubo de agua solo arroja sus aguas a un metro y medio de altura, a diferencia del pasado que arrojaba sus aguas a una altura de 20 m.
- Hervidero, ubicada a 12 km al sur de Zorritos. Son pequeñas pozas de agua salobres a una temperatura de 30 °C, cargada de sal, cloruro de Magnesio, óxido de Fierro, Silicio, Yoduro de Calcio, Aluminio y Sodio. Fue estudiado por Antonio Raimondi en 1882,

## Ríos

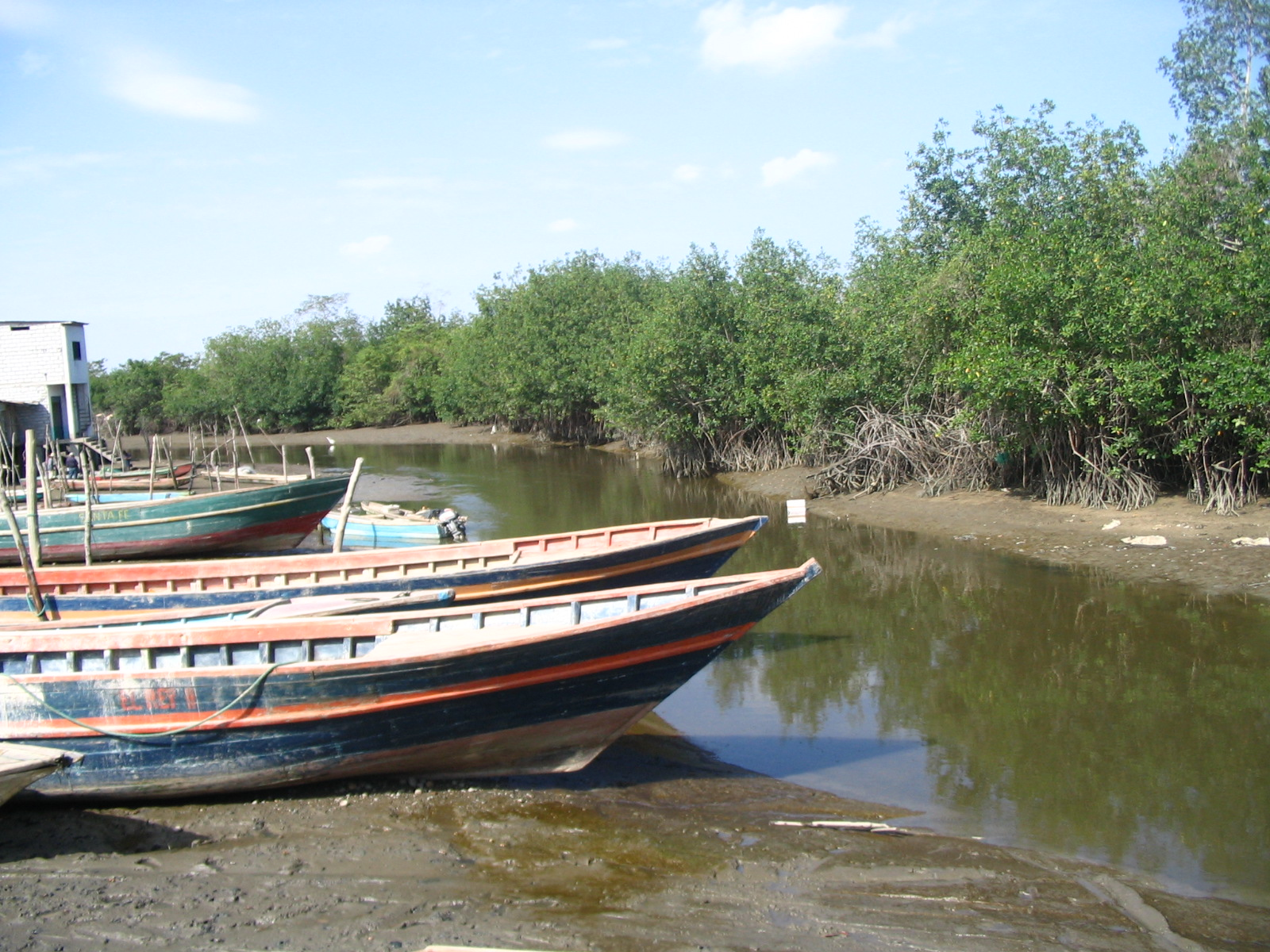
Río Zarumilla

- Río Tumbes , nace en el Ecuador con el nombre de Puyango, formado por la confluencia de los ríos Amarillo y Calera. Su cuenca abarca 5 677 km², de las cuales 1 864 km² corresponden a territorio Peruano. Su longitud total en el Perú es de 130 km. Su curso se divide en cuatro secciones: la intermontaña, desde su origen hasta el pongo de Zapallal; la de cañones y cascadas, entre el pongo de Zapallal y el salto del tigre; la llanura, desde el salto del tigre hasta la ciudad de Tumbes y el delta o esteros, en la desembocadura en el océano Pacífico.

La calidad de sus aguas aún se mantiene en niveles adecuados. Atraviesa dos áreas naturales protegidas: el Parque nacional Cerros de Amotape y la Reserva nacional de Tumbes. Es hábitat de dos especies animales que se encuentran en peligro de extinción: el cocodrilo de Tumbes y la nutria del noroeste.
La sección comprendida entre las localidades de Figueroa y Rica Playa (dentro de las áreas naturales protegidas) incluye rápidos de clase II a IV, en un viaje que toma entre dos a tres días a través de los bosques secos del norte.
- Río Zarumilla, tiene su origen en el Ecuador, en las quebradas Loja y Cotrina. Su longitud es de 62.6 km. Es de régimen irregular, llevando agua solo en época de lluvias. Su cuenca abarca 731.2 km², donde se cultiva plátano, arroz, soya, frijol, maíz y limón.

## Arqueología
- Rica Playa, ubicada a 32 km de la ciudad de Tumbes, se trata de una pirámide truca al margen izquierdo del río Tumbes, declara declarado patrimonio cultural de la Nación.[7]

- Guineal, ubicado a 64 km de la ciudad de Tumbes y a 8 km del Caserío de capitán hoyle, ocupa un área de 14 ha. Es Pueblo del "Cacique Juan", que mencionan los cronistas y en el cual las tropas de Francisco Pizarro descansaron por tres días durante su marcha de Tumbes a Cajamarca en 1532. Declarado patrimonio cultura de la Nación.[7]

- Cabeza de Vaca (sitio arqueológico) (Distrito de Corrales), ubicada a 5 km de la ciudad de Tumbes. Perteneciente a la cultura Chimú, es una pirámide de barro de 250 m de largo, por 100 m de ancho con muros de 15 m de alto.

## Puertos

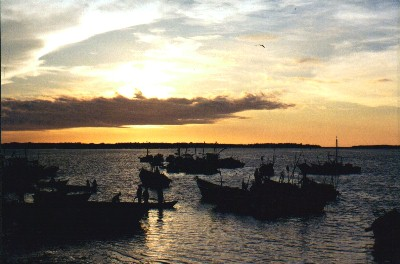
Puerto Pizarro.

Al norte de la ciudad de Tumbes se encuentra Puerto Pizarro, famoso por sus islas y por un criadero de cocodrilos tumbesinos, especie única en el Perú y en peligro de extinción. Es también un lugar donde se pueden encontrar abundante conchas negras y cangrejos, base de la exquisita gastronomía local.
También tenemos los puertos de Zorritos; Bocapan; Cancas, Miguel Grau y La Cruz.